# بريجيت كيرنيل
بريجيت كيرنيل ، ولدت عام 1959 في رامبرفيرلز ( فوج )، صحفية وكاتبة أدبية.
ولدت بريجيت كيرنيل عام 1959 في رامبرفيلرلز في فوج. عاشت في نانسي حتى سن 19 سنة .

## المذكرات والمراجع
1. ↑   http://www.ecrivosges.com/auteurs/bio_bibli.php?biosearch=Bio&id_bio=2895&id=97. {{استشهاد ويب}}: |url= بحاجة لعنوان (مساعدة) والوسيط |title= غير موجود أو فارغ (من ويكي بيانات) (مساعدة)